# Psalm 54

Początek Psalmu 54, XV w., Cleveland Museum of Art

Psalm 54 – jeden z utworów zgromadzonych w biblijnej Księdze Psalmów. Psalm jest zaliczany do dzieł dawidowych. W numeracji Septuaginty psalm ten nosi numer 53.

## Teologia Psalmu
Utwór jest lamentacją jednostki modlącej się o ratunek z rąk ludzi, którzy nastają na jej życie (54,3–5). Podmiot liryczny wyznaje ufność w Bożą pomoc. Psalmista składa śluby Bogu, deklarując złożenie ofiary za wypełnienie obietnicy (54,6–9). Treść lamentacji może odnosić się do wszelkich konfliktów: narodowych, wyznaniowych i osobistych. Charakterystyczną cechą, typową dla psalmów lamentacyjnych, jest zmiana nastroju utworu. Żarliwe błaganie Boga o pomoc ustępuje w takim wypadku pewności w wybawienie. Można to zaobserwować w naturalnym podziale psalmu na dwie części: 54,3–5 i 6–9. Kolejną cechą charakterystyczną dzieła jest to, że psalmista nie chce sam mścić się na wrogach, ale pozostawia pomstę Bogu, co przywodzi na myśl konflikt Dawida z Saulem. Tego typu zachowanie przypomina nowotestamentowy system łaski i słowa Jezusa mówiące o miłowaniu nieprzyjaciół swoich (Mt 5,44). Czego nie można było doświadczyć w zachowaniu i kulturze całego Bliskiego Wschodu oraz filozofii greckiej.

## Symbolika
- Chętnie złożę Ci ofiarę (54,8a). Zwrot dotyczy nadobowiązkowej ofiary składanej Bogu. Stanowiła dziękczynienie lub spełnienie ślubów. Mogła ona zostać złożona na ołtarzu, w ramach wspólnotowego uczestnictwa w posiłku z Bogiem lub całopaleniem[6].
- W utworze raz pojawia się niejasne słowo sela, którego znaczenie nie jest dokładnie znane[7].